# Un disco per l'estate
Un disco per l'estate (traduction « Un disque pour l'été ») est un festival qui se déroulait en d'été de 1964 à 2003. Il a été organisé et parrainé par l'association de l'industrie du disque italienne, AFI et par la RAI à l'exception des éditions entre 1995 et 2000 qui ont été organisées et diffusées par Mediaset.
Le festival consistait initialement en un concours musical avec un premier tour d'élimination à la radio et le tour final diffusé à la télévision. Au fil des années, le festival est devenu un événement de télévision de premier plan, avec un concours principal réservé aux artistes vedettes et un parallèle pour les artistes émergents.

## Palmarès
| - 1964: Los Marcellos Ferial - Sei diventata nera - 1965: Orietta Berti - Tu sei quello - 1966: Fred Bongusto - Prima c'eri tu - 1967: Jimmy Fontana - La mia serenata - 1968: Riccardo Del Turco - Luglio - 1969: Al Bano - Pensando a te - 1970: Renato dei Profeti - Lady Barbara - 1971: Mino Reitano - Era il tempo delle more - 1972: Gianni Nazzaro - Quanto è bella lei - 1973: Camaleonti - Perché ti amo - 1974: Gianni Nazzaro - Questo sì che è amore - 1975: Il Guardiano del Faro - Amore grande amore libero - 1976-1980: non c'è gara - 1981: - Section Big: Participation hors concours - Section Jeunes: Franco Dani - Piccolo amore mio - 1982: Pas de concours - 1983: Pas de concours - Section Big:Participation hors concours - Section Jeunes : Giampiero Artegiani - Il sogno di un buffone - 1984: - SectionBig: Tony Esposito - Kalimba de luna - Section Jeunes : Roberta Voltolini - Stella - 1985: - Section Big : Tony Esposito - As Tu As - Section Jeunes : Lu Colombo - Rimini Ouagadougou - 1986: - Section Big: Participation hors concours - Section Jeunes: Lena Biolcati - Io donna anch'io - 1987: - Section Big: Luca Barbarossa - Roberto - Section Jeunes: Aleandro Baldi - La curva dei sorrisi - 1988: - Section Big: Fiorella Mannoia - Il tempo non torna più - Section Jeunes: Jo Chiarello - Come nasce un nuovo amore | - 1989: - Section Big: Participation hors concours - Section Jeunes: Santandrea - Un'arancia Francesco Baccini - Figlio unico - 1990-1991: Pas de concours - 1992: Aleandro Baldi - Il sole - 1993: - Section Big: Participation hors concours - Section Jeunes: Bungaro - Persi per amore - 1994: - Section Big: Participation hors concours - Section Jeunes: 883 et Nikki - L'ultimo bicchiere - 1995: - Section Big: Participation hors concours - Section Jeunes: Articolo 31 - Maria Maria - 1996: - Section Big: Massimo Di Cataldo - Con il cuore - Section Jeunes: Cattivi Pensieri - Emozione - 1997: - Section Big: Marina Rei - Primavera - Section Jeunes: Gemini - Sento che ci sei - 1998: Niccolò Fabi et Max Gazzè - Vento d'estate - 1999: Neja - The Game - 2000: - Section Big: Paola e Chiara - Vamos a bailar (esta vida nueva) - Section Jeunes: Mariadele - So ancora di te - 2001: - Section Big: Spagna - Quella carezza della sera - Section Jeunes: Paolo Meneguzzi - Mi sei mancata - 2002: - Section Big: Participation hors concours - Section Jeunes: Simone Patrizi - L'onda - Section Jeunes: Federico Stragà - Il coccodrillo innamorato - 2003: - Section Big:Participation hors concours - Section Jeunes: B-nario - Meglio da soli |

### Crédits de traduction
- (en) Cet article est partiellement ou en totalité issu de l’article de Wikipédia en anglais intitulé « Un disco per l'estate » (voir la liste des auteurs).

- (it) Cet article est partiellement ou en totalité issu de l’article de Wikipédia en italien intitulé « Un disco per l'estate » (voir la liste des auteurs).